# Holland-Klasse (2012)
Die Holland-Klasse ist eine 3.750 Tonnen verdrängende Klasse von Hochsee-Patrouillenbooten der Königlich Niederländischen Marine. Der Bau des ersten der vier Schiffe wurde 2008 begonnen, seit 2013 sind alle Einheiten im Dienst.

## Geschichte
Die Boote werden im Rahmen des Project Patrouilleschepen für Patrouillen und Überwachungsaufgaben in der exklusiven Wirtschaftszone der Niederlande und den karibischen Inseln der Niederländischen Antillen beschafft. Die Firma Royal Schelde / Damen Shipyards Group erhielt den 240 Millionen Euro Entwicklungs- und Bauauftrag im Dezember 2007, während Thales Nederland sich einen 125-Millionen-Euro-Auftrag für die Entwicklung und Lieferung integrierter Mastmodule sicherte.

## Technik

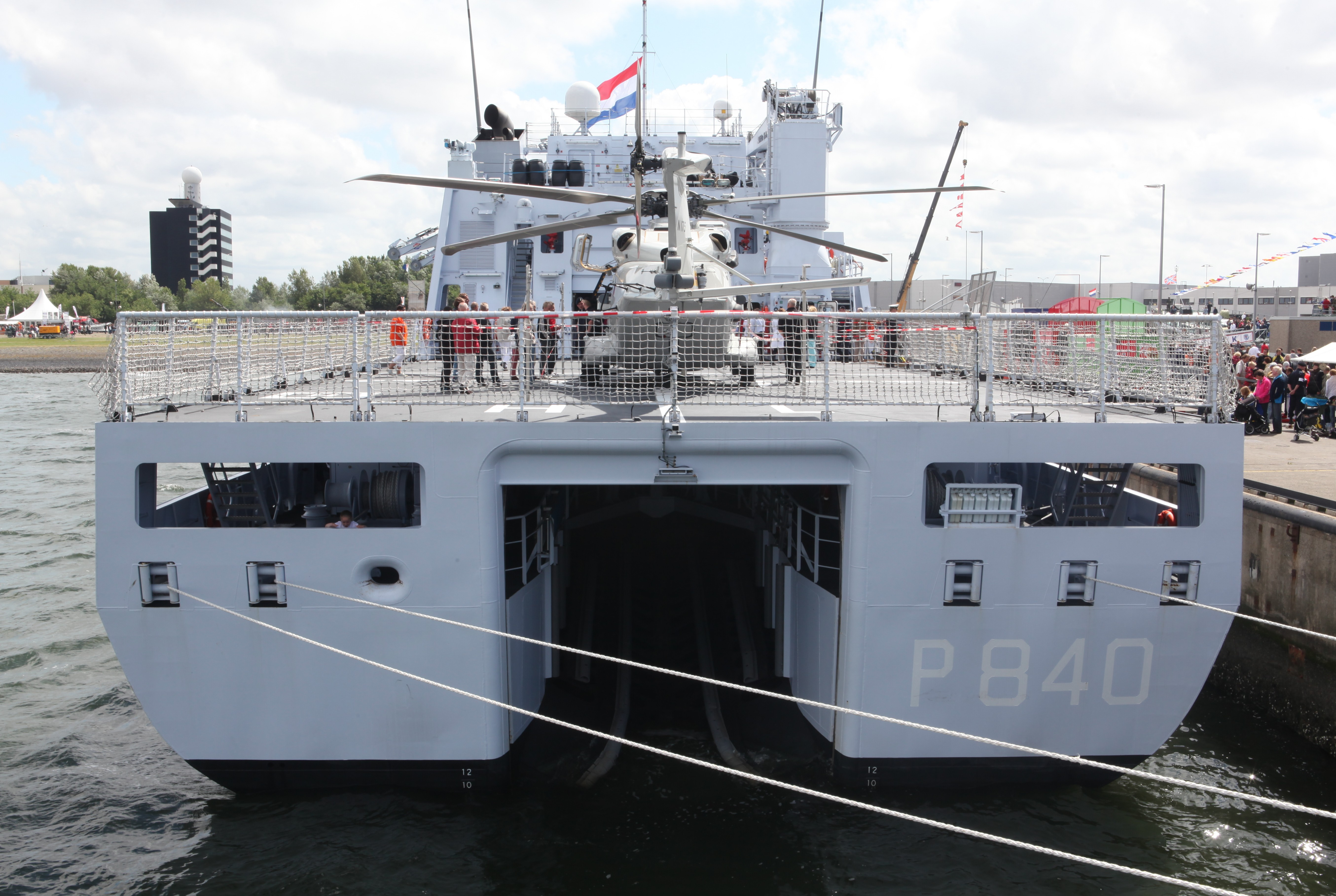
Heckansicht der Holland (P 840)

Die Boote in Fregatten-Größe sind die ersten Einheiten der niederländischen Marine nach dem Zweiten Weltkrieg, die eine leichte Panzerung besitzen, was zu Spekulationen in den Niederlanden führte. Ein weiterer Grund für Spekulationen ist die für Hochseepatrouillenboote ungewöhnlich leistungsstarke Sensorausstattung, welche von Thales geliefert wird. Diese umfasst insbesondere einen X-Band-AESA-Radar vom Typ SEASTAR/SEA WATCHER 100 sowie einen S-Band-AESA-Radar vom Typ SMILE/SEA MASTER 400, welche zusammen mit weiteren Sensoren im sogenannten I-Mast 400 zusammengefasst sind. Die Spekulationen diesbezüglich beziehen sich vor allem auf Möglichkeiten der Installation deutlich leistungsfähigerer Waffensysteme und insbesondere auch der Einrüstung der ESSM.
Die Boote werden durch eine RENK CODELOD Antriebsanlage angetrieben. Das doppelschräg verzahnte Getriebe stellt einen Eingang für einen MAN 12V 28/33D Dieselmotor mit 5460 kW Leistung und einen Elektromotor mit jeweils einer Lamellenkupplung bereit. Im Dieselbetrieb erreicht das Boot eine maximale Geschwindigkeit von 21,5 Knoten, im rein elektrischen Betrieb werden mit 400 kW pro Welle circa 11 Knoten erreicht. Das Getriebe ist für geräuscharmen Betrieb ausgelegt und integriert das Drucklager im Getriebegehäuse.

## Einheiten
Die ersten beiden Schiffe wurden bei Royal Schelde in Vlissingen gebaut, wobei die Rumpfsektionen aus dem rumänischen Zweigbetrieb der Damen-Gruppe in Galați kamen. Die beiden weiteren Einheiten wurden komplett in Rumänien gebaut. Sie erhielten die Namen von niederländischen Provinzen und tragen vor ihrem Namen das Kürzel Zr. Ms. beziehungsweise anfangs noch zur Amtszeit von Königin Beatrix Hr. Ms. was für Zijner/Harer Majesteits schip, zu Deutsch Seiner/Ihrer Majestäts Schiff, steht. Außerhalb der Niederlande wird aber in Anlehnung an das britische Kürzel HMS oft HNLMS verwendet, was für His/Her Netherlands Majesty's Ship steht.
| Kennung | Schiff    | Kiellegung        | Stapellauf       | Indienststellung  |
| ------- | --------- | ----------------- | ---------------- | ----------------- |
| P840    | Holland   | 8. Dezember 2008  | 2. Februar 2010  | 6. Juli 2012      |
| P841    | Zeeland   | 5. Oktober 2009   | 20. Mai 2010     | 23. August 2013   |
| P842    | Friesland | 26. November 2009 | 4. November 2010 | 22. Januar 2013   |
| P843    | Groningen | 9. April 2010     | 21. April 2011   | 29. November 2013 |

Auf Grund von Haushaltskürzungen sah das im April 2011 veröffentlichte Weißbuch der Regierung jedoch vor, nur zwei Schiffe in Dienst zu stellen, die beiden weiteren Einheiten sollten weiterverkauft werden. Inzwischen sind jedoch alle Einheiten in die Marine übernommen worden.